# Španjolski Maroko
Španjolski Maroko (arapski حماية إسبانيا في المغرب ḥamāyat Isbāniyā bi-l-Magrib, španjolski Protectorado Español de Marruecos) bio je naziv za kopneni pojas duž obale Sredozemnog mora (s gradovima Ceuta i Melilla) i tzv. Tarfajsku prugu na jugu današnjeg Maroka što je od 1912. (prema Ugovoru iz Feza) pa do 1956. bio španjolski protektorat. Protektorat je prestao postojati španjolskim priznavanjem neovisnosti Maroka 1956. godine. Glavni grad bio je Tétouan.
Ostalim dijelom zemlje je pod nazivom Francuski Maroko upravljala Francuska, dok se južno od francuske uprave nalazila tadašnja kolonija Španjolska zapadna Afrika.
Grad Tanger proglašen je međunarodnom zonom. Ovaj status bio je privremeno suspendiran u vrijeme Drugog svjetskog rata kad su ga 14. lipnja 1940. godine, zbog očekivane talijanske invazije, okupirale španjolske snage.

## Povijest
Protektorat je ustanovljen u vrijeme Druge španjolske republike, zadržavši formalno i dalje islamski sustav kadijskog sudstva.
Iz Španjolskog Maroka 1936. Francisco Franco je poveo neuspješni vojni udar protiv novoizabranih socijalista u Španjolskoj što je preraslo u Španjolski građanski rat koji je 1939. završio Francovom pobjedom. 
Kako su marokanske muslimanske jedinice prve podržale Franca, Protektorat je nakon Francovog dolaska na vlast uživao veće političke slobode nego Španjolska u vrijeme njegove diktature, s konkurirajućim političkim strankama.
Španjolski i Francuski Maroko dobivaju istovremeno (1956.) nezavisnost, dok Španjolska i dalje pod svojom upravom zadržava plazas de soberanía i druge kolonije izvan Maroka, kao Španjolsku zapadnu Afriku.